# 13P/Olbers
Pour les articles homonymes, voir Olbers.
13P/Olbers est une comète périodique du Système solaire et plus précisément une comète de la famille de Halley.
Heinrich Olbers découvrit la comète le 6 mars 1815 à Brême. Son orbite fut d'abord calculée par Carl Friedrich Gauss le 31 mars, Friedrich Bessel trouva une période orbitale de 73 ans, puis de 73,9 ans, les calculs effectués par d'autres astronomes donnant des valeurs comprises entre 72 et 77 ans.
La comète a été observée en 1956. Elle a été retrouvée le 24 août 2023 par Alan Hale à l'observatoire de Siding Spring puis des photographies remontant au 13 août ont été trouvées. Elle sera à nouveau au plus près de la Terre le 10 janvier 2024.[réf. nécessaire]
Il a été supposé que 13P/Olbers soit associée à une pluie de météores sur Mars provenant de la direction de Beta Canis Majoris.